# Гаплогруппа J-L26
Гаплогруппа J-L26 или J2a1a (Y-ДНК) — гаплогруппа Y-хромосомы человека.

## Распространение

### Азия[1]
Восточная Азия
- Монголия — 0,20 % (500)

Передняя Азия
- Египет[2] — 2,56 % (234) ; Израиль — 4,17 % (120) ; Ирак — 11,06 % (841) ; Иран — 13,48 % (423) ; Ливан — 11,05 % (344) ; Турция — 11,64 % (730)

Центральная Азия
- Таджикистан — 15,38 % (39) ; Туркменистан — 10,64 % (47) ; Узбекистан — 3,33 % (120) ; Уйгуры — 3,03 % (66)

Южная Азия
- Афганистан — 6,82 % (44)

### Кавказ[1]
- Азербайджан — 9,52 % (69) ; Армения — 12,35 % (105) ; Грузия — 7,30 % (233)

### Европа[1]
Балканы
- Болгария — 3,41 % (293) ; Босния и Герцеговина — 4,42 % (113) ; Греция — 5,42 % (609) ; Косово — 5,71 % (35) ; Северная Македония — 10,14 % (69) ; Сербия — 3,91 % (128) ; Хорватия — 1,30 % (154) ; Черногория — 9,30 % (43)

Восточная Европа
- Башкортостан — 2,00 % (50) ; Белоруссия — 6,42 % (592) ; Молдавия — 10,91 % (55) ; Россия — 4,26 % (3524) ; Румыния — 6,11 % (393) ; Украина — 6,21 % (1256)

Западная Европа
- Великобритания — 2,30 % (21589) ; Бельгия — 3,67 % (354) ; Ирландия — 0,47 % (8638) ; Нидерланды — 2,24 % (981) ; Франция — 2,60 % (2503)

Северная Европа
- Дания — 1,46 % (547) ; Норвегия — 0,26 % (1539) ; Финляндия — 0,12 % (2405) ; Швеция — 0,45 % (2881)

Центральная Европа
- Австрия — 2,53 % (475) ; Венгрия — 4,43 % (474) ; Германия — 2,47 % (7275) ; Латвия — 6,41 % (156) ; Литва — 4,70 % (702) ; Польша — 3,56 % (2644) ; Словакия — 1,59 % (315) ; Чехия — 2,63 % (495) ; Швейцария — 2,64 % (1252)

Южная Европа
- Испания — 3,95 % (2052) ; Италия — 7,14 % (2747) ; Португалия — 5,49 % (728) ; Словения — 5,45 % (110)

## Палеогенетика

### Халколит
Древний Ближний Восток
- ART023 | S216 Cr14 __ Арслантепе __ Батталгази, Малатья (ил), Турция __ 3486-3117 calBCE (4563±25 BP, MAMS-33547) __ М __ J2a1a (F4326/L27/PF5111/S396) > J2a1a1a2 # U3b1 > U3b1d*.[3]

### Железный век
Гандхарская культура
- I12453 __ Katelai (grave 101, Individual 1 (C) in a triple burial , 590) __ Сват, Хайбер-Пахтунхва, Пакистан __ 1000–800 BCE (2850 BP) __ М __ J > J2a1a.[4]

### Средние века
Венгерские завоевания в Европе
- SH/81 | SHper81 __ Sárrétudvari–Hízóföld (grave 81) __ Хайду-Бихар, Северный Альфёльд, Венгрия __ X век __ М __ J2a1a-L26 # H1c.[5]

История Уттаракханда
- Роопкунд __ Чамоли, Гархвал, Уттаракханд, Индия.[6]
  - I3406 | R43 __ Roopkund_A __ 886-990 calCE (1125±20 BP, PSUAMS-5436) — М — J2a1 (F4326) # M30
  - I6947 | R66 __ Roopkund_B __ 1675-1943 calCE (140±15 BP, PSUAMS-4595) __ М __ J2a-L26 # K1a

## Публикации
2019
- Harney É; Nayak A; Patterson N; et al. (Август 2019). Ancient DNA from the skeletons of Roopkund Lake reveals Mediterranean migrants in India. Nature Communications. 10 (1). doi:10.1038/s41467-019-11357-9. PMC 6702210. PMID 31431628.
- Narasimhan V.; Patterson N.; Moorjani P; et al. (Сентябрь 2019). The formation of human populations in South and Central Asia. Science. 365 (6457). doi:10.1126/science.aat7487. PMC 6822619. PMID 31488661.
- Neparáczki E, Maróti Z, Kalmár T; et al. (Ноябрь 2019). Y-chromosome haplogroups from Hun, Avar and conquering Hungarian period nomadic people of the Carpathian Basin. Scientific Reports. 9: 16569. doi:10.1038/s41598-019-53105-5. PMC 6851379. PMID 31719606. {{cite journal}}: Явное указание et al. в: |author= (справка)Википедия:Обслуживание CS1 (множественные имена: authors list) (ссылка)

2020
- Skourtanioti E, Erdal YS, Frangipane M; et al. (Май 2020). Genomic History of Neolithic to Bronze Age Anatolia, Northern Levant, and Southern Caucasus. Cell. 181 (5): 1158-1175.e28. doi:10.1016/j.cell.2020.04.044. PMID 32470401. {{cite journal}}: Явное указание et al. в: |author= (справка)Википедия:Обслуживание CS1 (множественные имена: authors list) (ссылка)